# 衛星ネットワーク
株式会社衛星ネットワーク（えいせいネットワーク）は、2021年まで存在していた電気通信事業者。おもに映像を主体とする衛星通信事業を行っていた。スカパーJSATグループに属していた。

## 概要
固定局及び移動車から親会社スカパーJSATが運用する通信衛星を介し、マスコミ向け映像素材配信（SNG）、企業内映像通信、IP-VPNなどの電気通信役務を提供していた。また、スカパーJSATのスカパー!プラットフォーム事業にも深く関係しており、地上から放送を行う通信衛星へ映像を送るアップリンク業務を担っていたほか、船舶や大型自動車向けのスカパー!受信システムを提供していた。
2021年12月1日に、スカパーJSATに吸収合併された。

## 沿革
- 1987年08月：日本サテライト映像企画株式会社設立（資本金1億5千万円）
- 1988年09月：事業会社に移行
- 1988年10月：資本金4億8千万円に増資
- 1988年11月：一般第二種電気通信事業者として届出
- 1989年04月：資本金10億円に増資
- 1990年01月：株式会社ビデオサットに社名変更
- 1991年05月：資本金20億円に増資
- 1996年03月：株式会社衛星ネットワークに社名変更
- 1996年05月：資本金増減増資により新資本金11億5千万円
- 1996年06月：日本サテライトネットワーク株式会社と統合
- 1997年01月：株式会社サテライトアップリンクと合併（資本金16億円に増資）
- 2001年08月：JSAT株式会社（現・スカパーJSAT株式会社）が筆頭株主（持株比率67%）となる
- 2002年06月：国際特別第二種電気通信事業者に登録
- 2004年08月：JSAT株式会社の持株比率が92%となる
- 2004年12月：一般建設業（電気通信工事業）許可取得
- 2009年10月：ISMSグループ認証取得（認証基準:ISO/IEC27001:2005）
- 2010年07月：特定建設業許可取得（電気通信工事業/一般建設業から変更）
- 2021年12月1日：スカパーJSATに吸収合併され、解散[2]

## 事業所
- SNET東京センター（東京都江東区）
- 群馬テレポートセンター（群馬県北群馬郡榛東村）

## 車載局
- ⌀1.8m アンテナSDTV/HDTV × 2
- ⌀1.5m アンテナSDTV/HDTV × 1